# Раул Боесел
Раул Боесел (на португалски: Raul Boesel) e бразилски автомобилен състезател от Формула 1, роден на 4 декември 1957 година в Куритиба, Бразилия. Има 23 старта в световния шампионат.